# Kirchgandern
Kirchgandern is een gemeente in de Landkreis Eichsfeld in het noorden van Thüringen in Duitsland.
Kirchgandern is een van oorsprong Hoogduits sprekende plaats, en ligt aan de Uerdinger Linie. Kirchgandern telt 582 inwoners.